# Sarraguzan
Sarraguzan (Sarragusan en gascon) est une commune française située dans le sud du département du Gers, en région Occitanie. Sur le plan historique et culturel, la commune est dans le pays d'Astarac, un territoire du sud gersois très vallonné, au sol argileux, qui longe le plateau de Lannemezan.
Exposée à un climat océanique altéré, elle est drainée par l'Osse, le ruisseau de bergouts, le ruisseau de Larrat et par divers autres petits cours d'eau.
Sarraguzan est une commune rurale qui compte 87 habitants en 2022, après avoir connu un pic de population de 482 habitants en 1851.  Ses habitants sont appelés les Sarraguzannais ou  Sarraguzannaises.

## Géographie

### Localisation
Sarraguzan est une commune de Gascogne située dans l'Astarac. Elle est limitrophe du département des Hautes-Pyrénées.

### Communes limitrophes
Les communes limitrophes sont  Bernadets-Debat, Castex, Fontrailles, Manas-Bastanous, Mont-de-Marrast et Sadeillan.
| Castex                            | Sadeillan                     | Mont-de-Marrast |
| Bernadets-Debat (Hautes-Pyrénées) | Sarraguzan                    | Manas-Bastanous |
|                                   | Fontrailles (Hautes-Pyrénées) |                 |

### Géologie et relief
Sarraguzan se situe en zone de sismicité 3 (sismicité modérée).

### Hydrographie

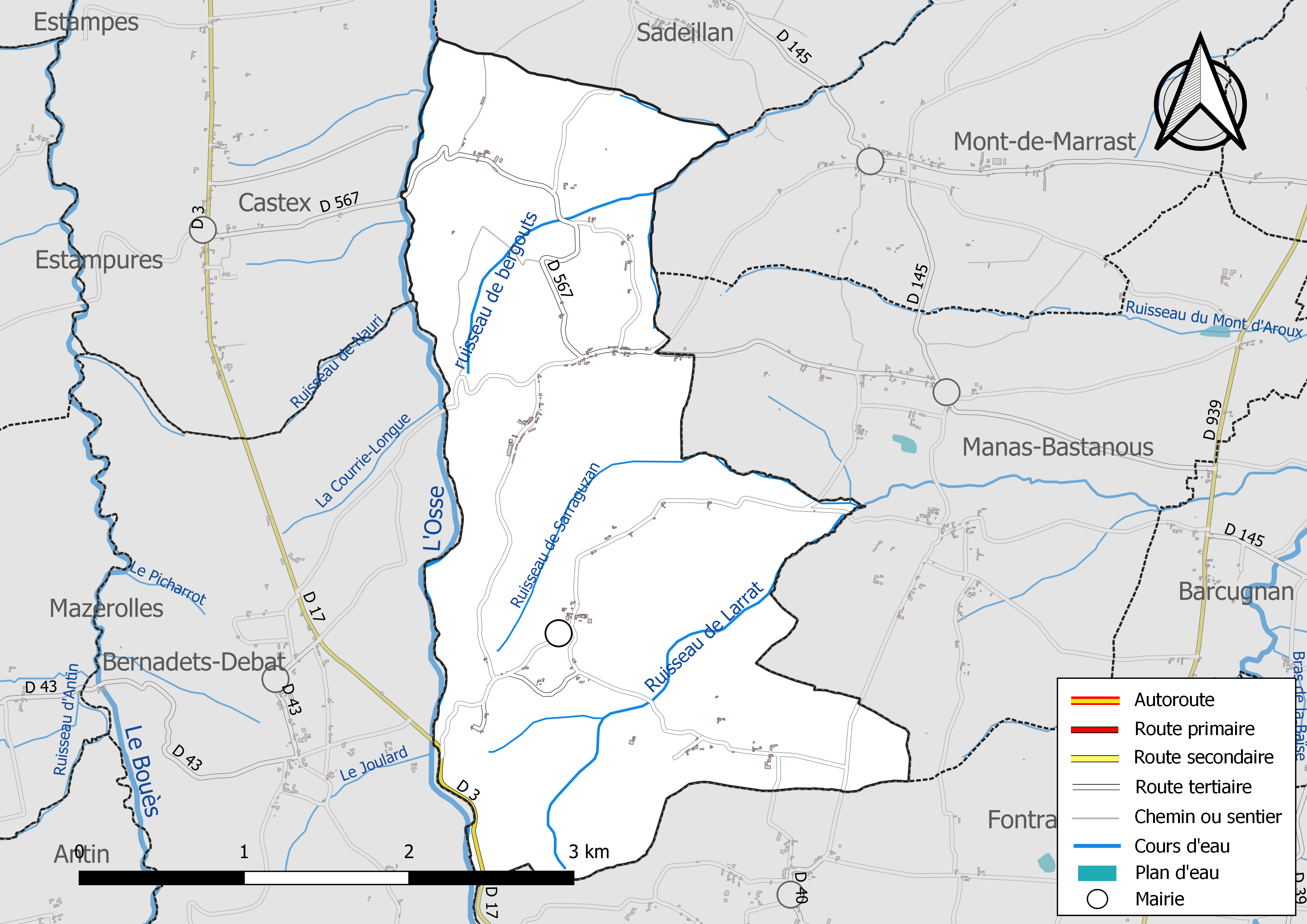
Réseaux hydrographique et routier de Sarraguzan.

La commune est dans le bassin de la Garonne, au sein du bassin hydrographique Adour-Garonne. Elle est drainée par l'Osse, le ruisseau de bergouts, le ruisseau de Larrat, le ruisseau de Sarraguzan et par divers petits cours d'eau, qui constituent un réseau hydrographique de 10 km de longueur totale,.
L'Osse, d'une longueur totale de 120,3 km, prend sa source dans la commune de Bernadets-Debat et s'écoule vers le nord. Il traverse la commune et se jette dans la Gélise à Andiran, après avoir traversé 36 communes.

### Climat
Pour des articles plus généraux, voir Climat de l'Occitanie et Climat du Gers.
En 2010, le climat de la commune est de type climat océanique altéré, selon une étude s'appuyant sur une série de données couvrant la période 1971-2000. En 2020, Météo-France publie une typologie des climats de la France métropolitaine dans laquelle la commune est toujours exposée à un climat océanique altéré et est dans la région climatique Aquitaine, Gascogne, caractérisée par une pluviométrie abondante au printemps, modérée en automne, un faible ensoleillement au printemps, un été chaud (19,5 °C), des vents faibles, des brouillards fréquents en automne et en hiver et des orages fréquents en été (15 à 20 jours).
Pour la période 1971-2000, la température annuelle moyenne est de 12,7 °C, avec une amplitude thermique annuelle de 14,9 °C. Le cumul annuel moyen de précipitations est de 930 mm, avec 9,6 jours de précipitations en janvier et 7 jours en juillet. Pour la période 1991-2020, la température moyenne annuelle observée sur la station météorologique la plus proche, située sur la commune de Sadeillan à 4 km à vol d'oiseau, est de 13,6 °C et le cumul annuel moyen de précipitations est de 900,9 mm,. Pour l'avenir, les paramètres climatiques de la commune estimés pour 2050 selon différents scénarios d’émission de gaz à effet de serre sont consultables sur un site dédié publié par Météo-France en novembre 2022.

### Milieux naturels et biodiversité
Aucun espace naturel présentant un intérêt patrimonial n'est recensé sur la commune dans l'inventaire national du patrimoine naturel,,.

## Urbanisme

### Typologie
Au 1er janvier 2024, Sarraguzan est catégorisée commune rurale à habitat très dispersé, selon la nouvelle grille communale de densité à sept niveaux définie par l'Insee en 2022.
Elle est située hors unité urbaine et hors attraction des villes,.

### Occupation des sols
L'occupation des sols de la commune, telle qu'elle ressort de la base de données européenne d’occupation biophysique des sols Corine Land Cover (CLC), est marquée par l'importance des territoires agricoles (73,7 % en 2018), une proportion identique à celle de 1990 (73,7 %). La répartition détaillée en 2018 est la suivante : 
zones agricoles hétérogènes (27,8 %), forêts (26,3 %), prairies (23,8 %), terres arables (22,1 %). L'évolution de l’occupation des sols de la commune et de ses infrastructures peut être observée sur les différentes représentations cartographiques du territoire : la carte de Cassini (XVIIIe siècle), la carte d'état-major (1820-1866) et les cartes ou photos aériennes de l'IGN pour la période actuelle (1950 à aujourd'hui).

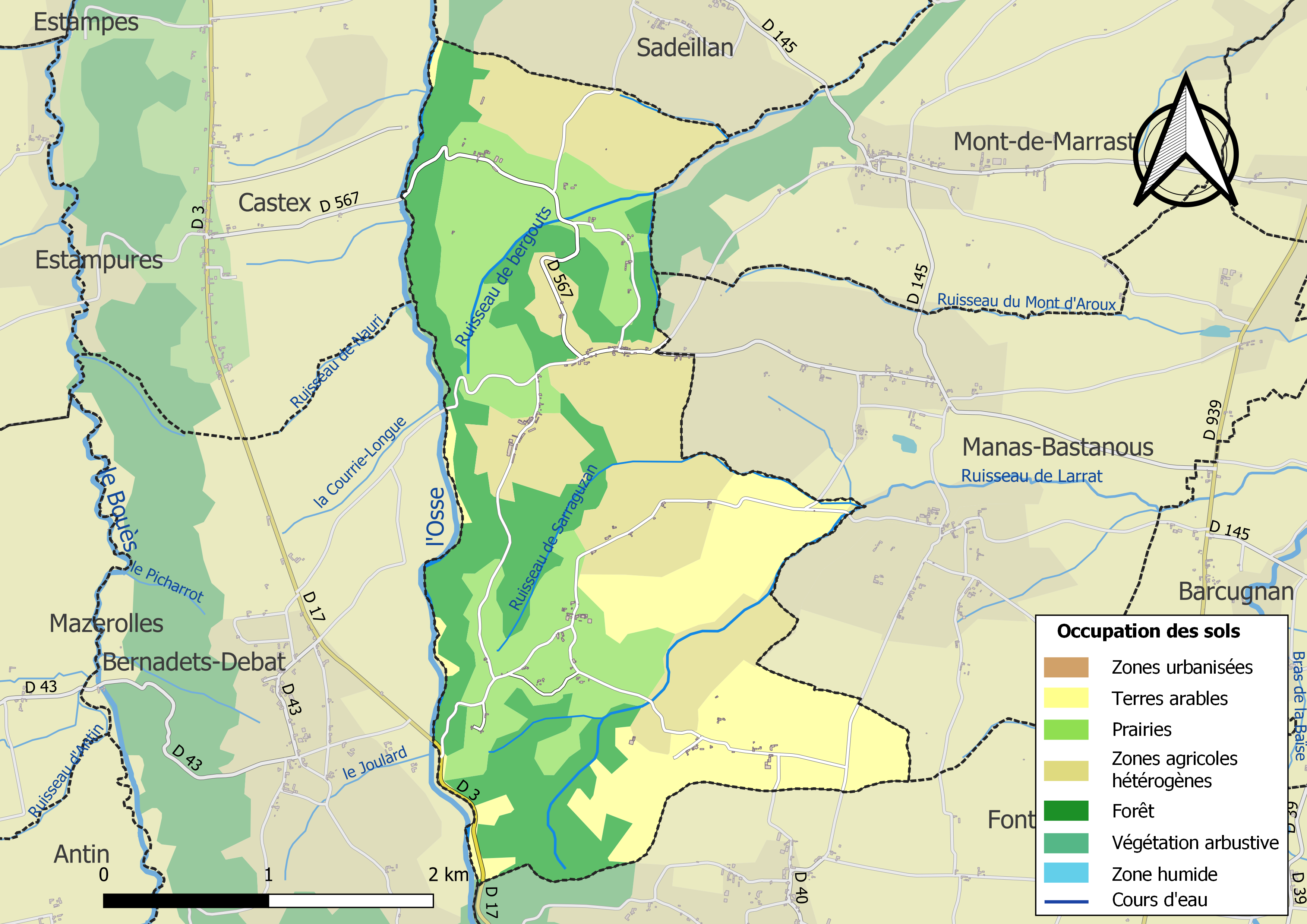
Carte des infrastructures et de l'occupation des sols de la commune en 2018 (CLC).

### Risques majeurs
Le territoire de la commune de Sarraguzan est vulnérable à différents aléas naturels : météorologiques (tempête, orage, neige, grand froid, canicule ou sécheresse) et séisme (sismicité modérée). Un site publié par le BRGM permet d'évaluer simplement et rapidement les risques d'un bien localisé soit par son adresse soit par le numéro de sa parcelle.

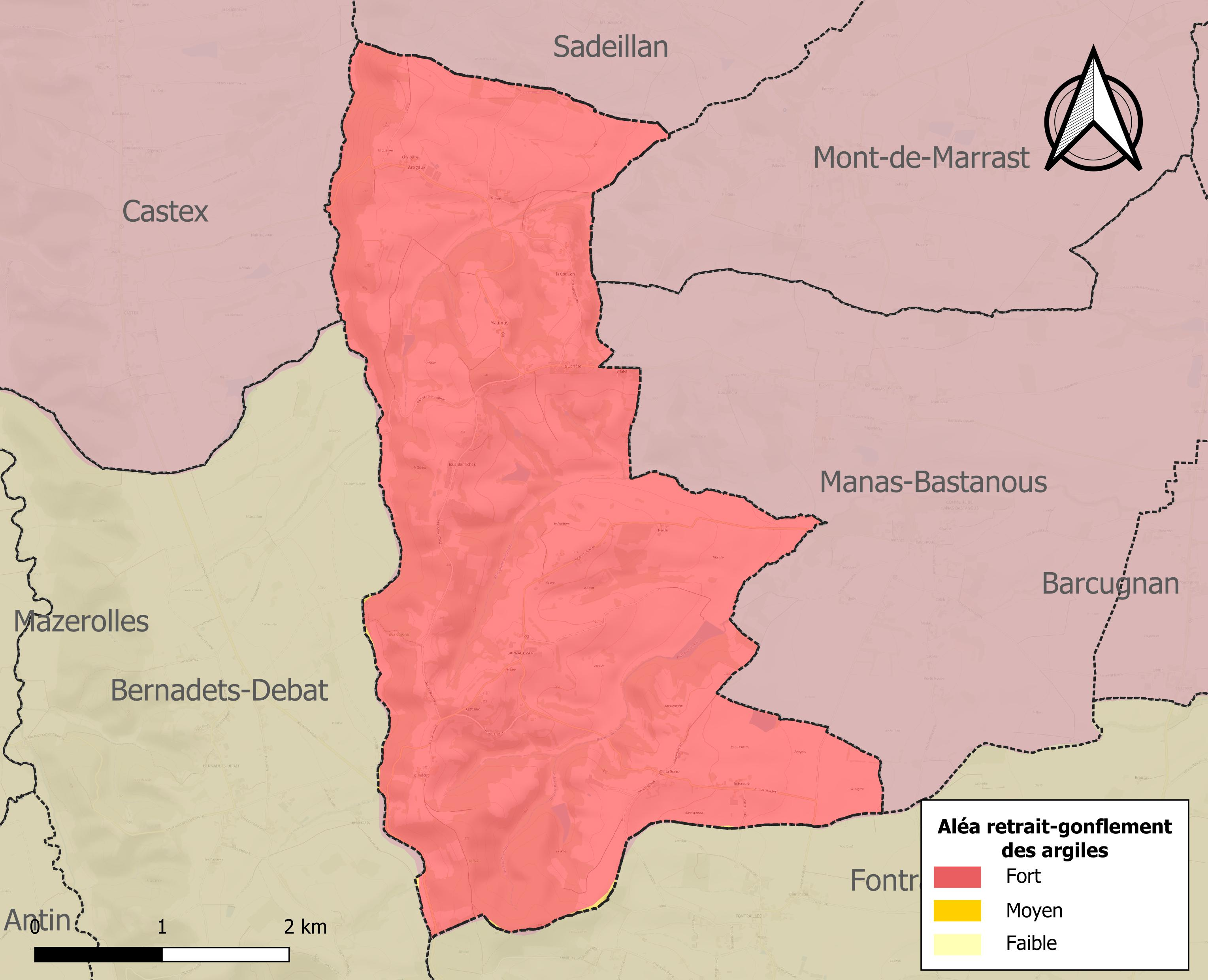
Carte des zones d'aléa retrait-gonflement des sols argileux de Sarraguzan.

Le retrait-gonflement des sols argileux est susceptible d'engendrer des dommages importants aux bâtiments en cas d’alternance de périodes de sécheresse et de pluie. La totalité de la commune est en aléa moyen ou fort (94,5 % au niveau départemental et 48,5 % au niveau national). Sur les 54 bâtiments dénombrés sur la commune en 2019, 54 sont en aléa moyen ou fort, soit 100 %, à comparer aux 93 % au niveau départemental et 54 % au niveau national. Une cartographie de l'exposition du territoire national au retrait gonflement des sols argileux est disponible sur le site du BRGM,.
Par ailleurs, afin de mieux appréhender le risque d’affaissement de terrain, l'inventaire national des cavités souterraines permet de localiser celles situées sur la commune.
La commune a été reconnue en état de catastrophe naturelle au titre des dommages causés par les inondations et coulées de boue survenues en 1999, 2009 et 2014. Concernant les mouvements de terrains, la commune a été reconnue en état de catastrophe naturelle au titre des dommages causés par la sécheresse en 1989 et par des mouvements de terrain en 1999.

## Toponymie
sarra =colline / guzan=guda= pointue//sarraguzan=colline pointue en gascon

## Politique et administration
| Période                                  | Période  | Identité          | Étiquette | Qualité     |
| ---------------------------------------- | -------- | ----------------- | --------- | ----------- |
| mars 2001                                | En cours | Jacques Bernichan | UMP-LR    | Agriculteur |
| Les données manquantes sont à compléter. |          |                   |           |             |

## Démographie
| 1793 | 1800 | 1806 | 1821 | 1831 | 1841 | 1846 | 1851 | 1856 |
| ---- | ---- | ---- | ---- | ---- | ---- | ---- | ---- | ---- |
| 166  | 142  | 167  | 203  | 449  | 466  | 383  | 482  | 443  |

| 1861 | 1866 | 1872 | 1876 | 1881 | 1886 | 1891 | 1896 | 1901 |
| ---- | ---- | ---- | ---- | ---- | ---- | ---- | ---- | ---- |
| 427  | 387  | 343  | 376  | 371  | 382  | 323  | 314  | 270  |

| 1906 | 1911 | 1921 | 1926 | 1931 | 1936 | 1946 | 1954 | 1962 |
| ---- | ---- | ---- | ---- | ---- | ---- | ---- | ---- | ---- |
| 268  | 246  | 220  | 209  | 203  | 201  | 182  | 166  | 163  |

| 1968 | 1975 | 1982 | 1990 | 1999 | 2004 | 2006 | 2009 | 2014 |
| ---- | ---- | ---- | ---- | ---- | ---- | ---- | ---- | ---- |
| 137  | 120  | 112  | 88   | 84   | 89   | 90   | 96   | 87   |

| 2019 | 2022 | - | - | - | - | - | - | - |
| ---- | ---- | - | - | - | - | - | - | - |
| 90   | 87   | - | - | - | - | - | - | - |

## Économie

### Emploi
|                | 2008  | 2013  | 2018  |
| -------------- | ----- | ----- | ----- |
| Commune        | 3,7 % | 3,6 % | 5,1 % |
| Département    | 6,1 % | 7,5 % | 8,2 % |
| France entière | 8,3 % | 10 %  | 10 %  |

En 2018, la population âgée de 15 à 64 ans s'élève à 58 personnes, parmi lesquelles on compte 74,6 % d'actifs (69,5 % ayant un emploi et 5,1 % de chômeurs) et 25,4 % d'inactifs,. Depuis 2008, le taux de chômage communal (au sens du recensement) des 15-64 ans est inférieur à celui de la France et du département.
La commune est hors attraction des villes,. Elle compte 18 emplois en 2018, contre 22 en 2013 et 18 en 2008. Le nombre d'actifs ayant un emploi résidant dans la commune est de 42, soit un indicateur de concentration d'emploi de 41,9 % et un taux d'activité parmi les 15 ans ou plus de 57,5 %.
Sur ces 42 actifs de 15 ans ou plus ayant un emploi, 18 travaillent dans la commune, soit 42 % des habitants. Pour se rendre au travail, 74,4 % des habitants utilisent un véhicule personnel ou de fonction à quatre roues, 2,3 % les transports en commun, 2,3 % s'y rendent en deux-roues, à vélo ou à pied et 20,9 % n'ont pas besoin de transport (travail au domicile).

### Activités hors agriculture
13 établissements sont implantés  à Sarraguzan au 31 décembre 2019.
Le secteur de l'industrie manufacturière, des industries extractives et autres est prépondérant sur la commune puisqu'il représente 69,2 % du nombre total d'établissements de la commune (9 sur les 13 entreprises implantées  à Sarraguzan), contre 12,3 % au niveau départemental.

### Agriculture
|               | 1988 | 2000 | 2010 | 2020 |
| ------------- | ---- | ---- | ---- | ---- |
| Exploitations | 20   | 15   | 14   | 9    |
| SAU (ha)      | 514  | 420  | 581  | 653  |

La commune est dans l'Astarac, une petite région agricole englobant tout le Sud du département du Gers, un quart de sa superficie, et correspondant au pied de lʼéventail gascon. En 2020, l'orientation technico-économique de l'agriculture  sur la commune est la combinaisons de granivores (porcins, volailles). Neuf exploitations agricoles ayant leur siège dans la commune sont dénombrées lors du recensement agricole de 2020 (20 en 1988). La superficie agricole utilisée est de 653 ha,,.

## Culture locale et patrimoine

### Lieux et monuments
- L'église Notre-Dame de Maumus datant du XIXe siècle.
- Église Saint-Jacques de Sarraguzan.
- Motte castrale du Tuco, où se dressait l'ancienne église paroissiale (actuel cimetière).